# 薩澤拉克

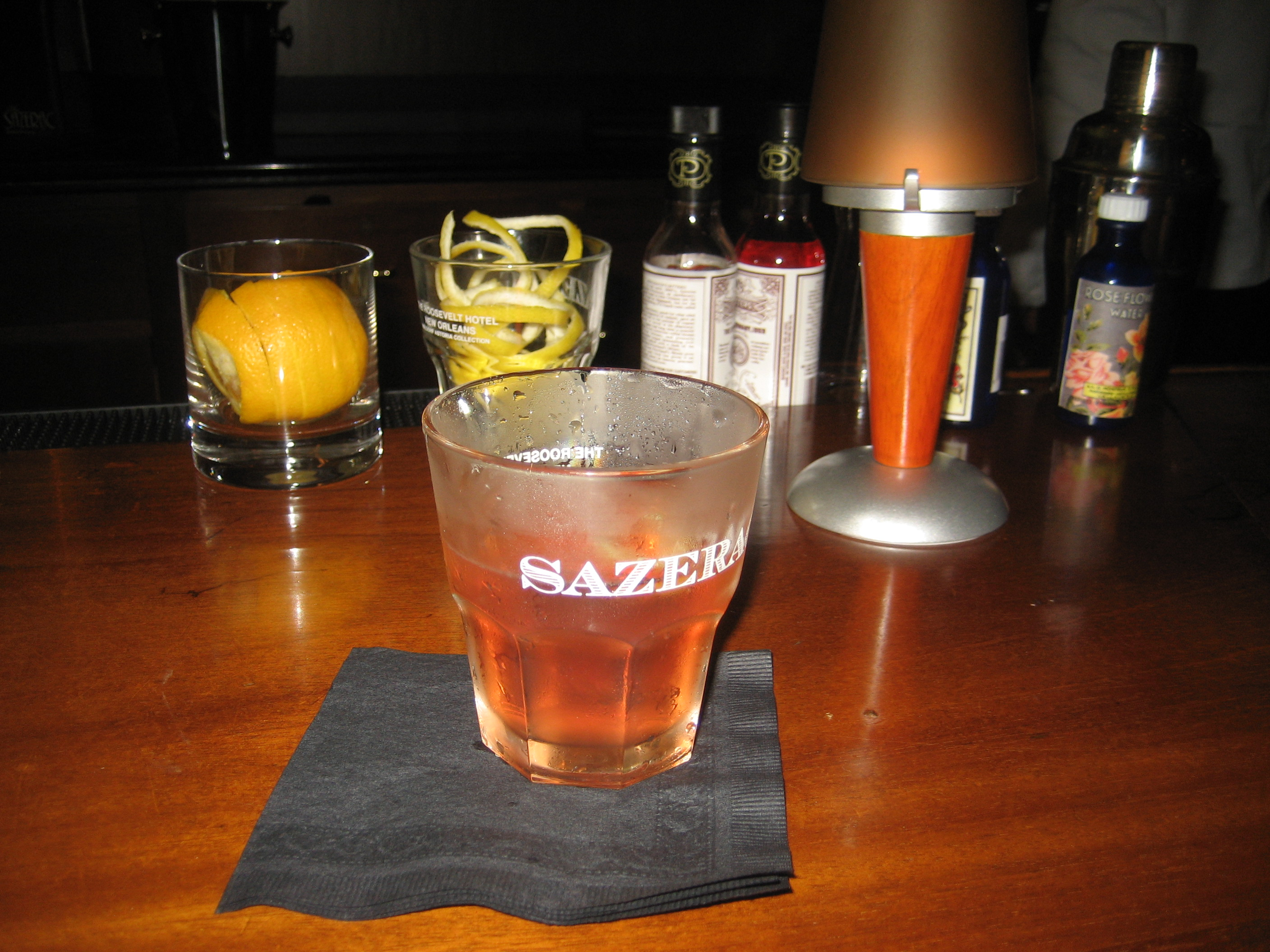
薩澤拉克

薩澤拉克（Sazerac）是一種起源於19世纪50年代新奥尔良的威士忌雞尾酒。薩澤拉克由干邑白蘭地或黑麥威士忌、苦艾酒、裴喬氏苦精和食糖混合而成，有時候會用波本威士忌替代黑麥威士忌，用草聖利口酒替代苦艾酒。